# جاده‌ای از خانه
جاده‌ای از خانه: یک داستان واقعی از شجاعت، بقا، و امید (انگلیسی: The Road from Home: A True Story of Courage, Survival, and Hope) یک کتاب غیر داستانی نوشته داویت خردیان است که در سال ۱۹۷۹ به چاپ رسید. این اثر بر مبنای زندگی «ورون دومهجیان» Veron Dumehjian (۱۹۰۷-۱۹۸۱)، مادر نویسنده که خود از بازماندگان نسل‌کشی ارمنی‌ها بود خلق شده است.